# Oberonia tixieri
Oberonia tixieri är en orkidéart som beskrevs av André Guillaumin. Oberonia tixieri ingår i släktet Oberonia och familjen orkidéer.
Artens utbredningsområde är Vietnam. Inga underarter finns listade i Catalogue of Life.